# 부텔시

부텔 시의 위치

부텔시(마케도니아어: Општина Бутел)는 마케도니아 공화국의 수도인 스코페를 구성하는 10개 지방 자치체 가운데 하나로 인구는 36,154명(2002년 기준)이다. 남동쪽으로는 가지바바 시, 남쪽으로는 차이르 시, 남서쪽으로는 카르포시 시, 북서쪽으로는 슈토오리자리 시와 추체르산데보 시, 북동쪽으로는 립코보 시와 접한다.